# Eueides imitans
Eueides imitans är en fjärilsart som beskrevs av Adalbert Seitz 1913. Eueides imitans ingår i släktet Eueides och familjen praktfjärilar. Inga underarter finns listade i Catalogue of Life.